# Shanmugarajah Sanjeev
Shanmugarajah Sanjeev (* 9. März 1988) ist ein sri-lankischer Fußballspieler.

## Verein
Er spielt im Verein mindestens seit der Spielzeit 2009/10 bei Air Force Colombo.

## Nationalmannschaft
Der Stürmer ist seit Februar 2010 Mitglied der sri-lankischen Fußballnationalmannschaft und nahm mit dieser am AFC Challenge Cup 2010 teil. Bei diesem Turnier trug er die Rückennummer 9. Zudem wurde er von Nationaltrainer Jang Jung 2010 zu einer dreiwöchigen Südkorea-Reise der Nationalmannschaft eingeladen, bei der diese in Vorbereitung auf die im Februar 2011 anstehenden vorolympischen Ausscheidungswettkämpfe sieben Testspiele absolvieren werden.
In Abweichung zur Vorstehendem gibt das Internetportal www.national-football-teams.com dagegen an, Shanmugarajah Sanjeev gehöre bereits seit 2009 der Nationalmannschaft Sri Lankas an und habe in den Jahren 2009 bis 2011 in neun Länderspielen mitgewirkt. Dabei erzielte er zwei Tore.